# Estela Rodríguez
Estela Rodríguez Villanueva (Palma Soriano, 17 novembre 1967 – L'Avana, 10 aprile 2022) è stata una judoka cubana.
Vincitrice di due medaglie d'argento nella categoria pesi massimi ai Giochi olimpici di Barcellona 1992 e Atlanta 1996.

## Palmarès
| Anno | Manifestazione      | Sede         | Evento | Risultato | Note |
| ---- | ------------------- | ------------ | ------ | --------- | ---- |
| 1987 | Giochi panamericani | Indianapolis | Open   | Argento   |      |
| 1987 | Giochi panamericani | Indianapolis | +72 kg | Bronzo    |      |
| 1989 | Mondiali            | Belgrado     | Open   | Oro       |      |
| 1990 | Panamericani        | Caracas      | +72 kg | Oro       |      |
| 1991 | Giochi panamericani | L'Havana     | Open   | Oro       |      |
| 1991 | Giochi panamericani | L'Havana     | +72 kg | Oro       |      |
| 1991 | Mondiali            | Barcellona   | Open   | Argento   |      |
| 1992 | Olimpiadi           | Barcellona   | +72 kg | Argento   |      |
| 1992 | Panamericani        | Hamilton     | +72 kg | Oro       |      |
| 1995 | Mondiali            | Chiba        | Open   | Bronzo    |      |
| 1996 | Olimpiadi           | Atlanta      | +72 kg | Argento   |      |